# پرسی رادکلیف
پرسی رادکلیف (انگلیسی: Percy Radcliffe؛ ۹ فوریه ۱۸۷۴ – ۹ فوریه ۱۹۳۴) فرد نظامی اهل بریتانیا بود. وی همچنین برندهٔ جوایزی همچون نشان حمام شده‌است.